# Teleférico de Madrid

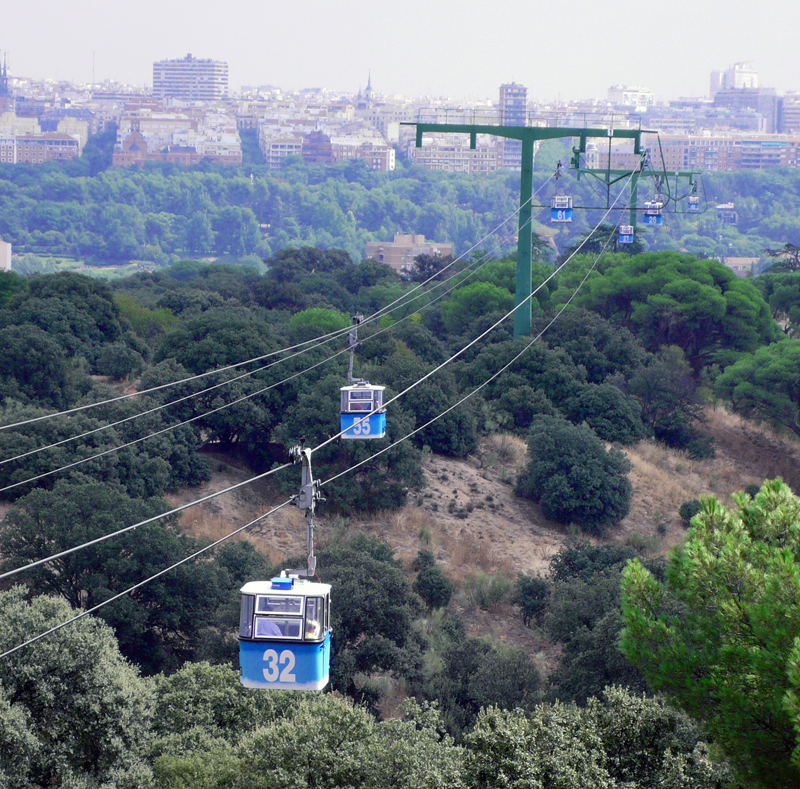
Teleférico de Madrid desde la Casa de Campo

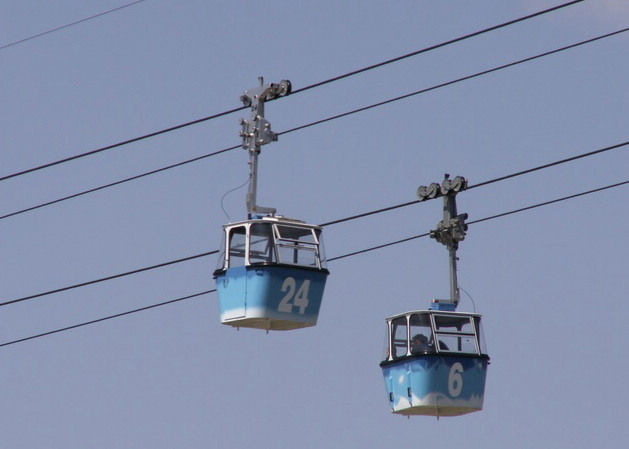
Góndolas del Teleférico de Madrid.

El Teleférico de Madrid es un sistema de telecabina que comienza en el paseo del Pintor Rosales y termina en la Casa de Campo. En su trayecto sobrevuela la rosaleda del Parque del Oeste, la estación de cercanías de Príncipe Pío, la ermita de San Antonio de la Florida y el río Manzanares y termina junto a la plaza de los Pasos Perdidos de la Casa de Campo (cerro Garabitas). En esta terminal hay un restaurante-cafetería y un aparcamiento para automóviles y en la del paseo de Rosales otro aparcamiento, con 350 plazas, y un restaurante, El Balcón de Rosales, explotado por la misma empresa propietaria del teleférico.

## Historia
La empresa Teleférico de Rosales, S.A. se estableció el 6 de septiembre de 1967 comenzando la construcción del teleférico por la empresa suiza Von Roll e inaugurado el 20 de junio de 1969 por el alcalde de Madrid Carlos Arias Navarro tras un año de trabajos. La inauguración estaba prevista para mayo, durante las fiestas de San Isidro, el patrón de Madrid, pero hubo de ser aplazada debido al interdicto puesto por los vecinos, que alegaban que la instalación no respetaba la intimidad de sus hogares.
En sus inicios, por acuerdo plenario del ayuntamiento del 19 de julio de 1967, se le había adjudicado por 35 años la concesión de una parcela de 1.500 metros en la Casa de Campo para sus instalaciones. Posteriormente, la empresa fue adquirida por el grupo Parques Reunidos. Desde enero de 2018, está gestionado por la Empresa Municipal de Transportes de Madrid.
Sin embargo, desde julio de 2023 permanece cerrado debido a que se detectó un fallo en el cable que hace inviable la apertura por condiciones de seguridad. Al presentar problemas estructurales graves, el ayuntamiento de Madrid tuvo que suspender el servicio. Se estima que no volverá abrir sus puertas hasta el año 2027. Será remodelado íntegramente y finalmente se invertirán más de 36,8 millones de euros en la ejecución, más del doble del presupuesto inicial presentado de 15 millones de euros.

## Datos técnicos
El teleférico es de sistema bicable. Dispone de 80 cabinas, cada una de ellas con capacidad para cinco personas, y recorre una distancia de 2.457 metros, alcanzando una altura máxima de 40 metros. La estación motora se encuentra a 627 metros sobre el nivel del mar y la tensora a 651 m. Tiene una capacidad para 1200 pasajeros por hora y su velocidad es de 3,5 metros por segundo, tardando 11 minutos en realizar el trayecto.
Desde su inauguración ha sido utilizado por ocho millones de pasajeros, en cinco millones de viajes. Es utilizado anualmente por unas 180.000 personas y permanece abierto al público la mayor parte del año.

## Acceso
- Metro Argüelles, líneas 3, 4 y 6, y Moncloa, líneas 3 y 6.
- Autobús: líneas 21, 62 y 74

```
de la 
EMT de Madrid
.
```